# Предостережение от святой проститутки
«Предостережение от святой проститутки» (также «Предостережение святой блудницы», «Осторожно, святая шлюха!», нем. Warnung vor einer heiligen Nutte) — кинофильм немецкого режиссёра Райнера Вернера Фассбиндера, снятый в 1971 году и рассказывающей о съёмках фильма немецкой съёмочной группой в Испании.
Сам Фасбиндер в списке своих лучших фильмов, составленном за год до смерти, поставил этот фильм на первое место.

## Сюжет
Герои фильма — члены немецкой съёмочной группы, которые съехались в замок на испанском побережье, чтобы снять фильм о жестокости общества под названием Patria o muerte («Родина или смерть»). В ходе подготовки к съёмкам постоянно возникают проблемы в человеческих и сексуальных отношениях между ними: в частности, у режиссёра протекает роман с одним из актёров.
Фильм продвигается трудно, и герои никак не могут ощутить то удовлетворение от работы и творчества, к которому они так стремятся. В лобби отеля они постоянно пьют «куба либре» и выясняют отношения. В кадре и за кадром звучит музыка Леонарда Коэна (Songs of Leonard Cohen) и группы Spooky Tooth (Spooky Two).
В конце фильма съёмки завершены, герои расходятся, оставляя на лестнице в одиночестве режиссёра, увлечённо читающего о себе заметку в газете. Финальный титр показывает цитату из новеллы Томаса Манна «Тонио Крёгер» (закадровый перевод):

Должен признаться, порой чертовски трудно изображать людей, когда тебе самому человеческое чуждо.
Оригинальный текст (нем.)Ich sage Ihnen, daß ich es oft sterbensmüde bin, das Menschliche darzustellen, ohne am Menschlichen teilzuhaben …

## В ролях
- Лу Кастель — Джефф, режиссёр
- Эдди Константин — Эдди
- Ханна Шигулла — Ханна
- Марквард Бом — Рикки
- Райнер Вернер Фассбиндер — Саша
- Маргарета фон Тротта — секретарь
- Ханнес Фукс — Давид
- Марчелла Микеланджели — Маргрет
- Вернер Шрётер — Дейтерс
- Курт Рааб — Фред

## Отзывы
Василий Степанов называет фильм фасбиндеровским «Восемь с половиной», «которые, конечно, несложно прочесть как каталог авторских маний, знаков и тропов». Фильм снимался почти в одно время с картиной «Уайти» и, вероятно, по мотивам тех съёмок. Название фильма критик поясняет так: «Кто предостерегает и кого? Не блудница и не блудницу (…) Фасбиндер предостерегает всякого, кто отважился соблазниться. Осторожно! Святая блудница кинематографа обманет — недорого возьмёт».